# Storia locale
La storia locale è l'ambito delle ricerche e delle pubblicazioni storiche centrate su un territorio particolare, generalmente circoscritte volontariamente ad una località o ad un'area geografica molto ristretta. Può includere eventi significativi, personaggi importanti, tradizioni e peculiarità caratteristiche di un determinato territorio. La storia locale aiuta a comprendere meglio l'identità e la ricchezza culturale di una comunità, contribuendo a preservarne la memoria e a valorizzare il patrimonio storico del luogo.

## Definizione
La storia locale è inseparabile dal quadro geografico previsto dallo storico, il topos. Nelle parole di Pierre Goubert: "Chiameremo storia locale ciò che riguarda un villaggio o alcuni villaggi, una città di piccole o medie dimensioni (un grande porto o una capitale esulano dall'ambito locale), o un'area geografica che non eccede l'unità provinciale comune (come una contea inglese, un contado italiano, un Land tedesco, un baliato o un paese)". La storia locale è dunque quella che ha come topos un'area geografica ristretta, sia che venga praticata da storici “dilettanti” o da storici “professionisti”.

## Oggetto di studio
Il periodo coperto dalla storia locale può riguardare la nascita di un comune in epoca contemporanea, o, al contrario, focalizzarsi su un periodo più lontano, o addirittura delineare un'evoluzione a lungo termine. Una parte importante degli studi di storia locale riguarda la storia del presente perché permette di sollecitare le testimonianze degli antichi. In quanto detentori di conoscenze, pratiche e tradizioni, costituiscono anelli essenziali nella loro trasmissione e nella loro conservazione da parte degli storici locali.

### Contesti locali
La storia locale tende ad essere meno documentata rispetto ad altri tipi, con meno libri e manufatti rispetto a quella di un paese o un continente. Molte storie locali sono registrate come racconti o storie orali e quindi sono più vulnerabili rispetto a questioni più note. Gli artefatti della storia locale sono spesso raccolti nei musei di storia locale, che possono essere ospitati in una casa storica o in un altro edificio. I singoli siti storici sono intrinsecamente locali, sebbene possano avere anche importanza storica nazionale o mondiale. Molti, tuttavia, hanno un impatto storico complessivo limitato, ma aggiungono profondità all'area locale.

## Metodologia
Come ogni movimento storiografico, la storia locale deve rispondere ai metodi rigorosi della scienza storica. Spesso comprende ancora lavori svolti da “dilettanti” scarsamente formati rispetto ai requisiti della professione di storico. In realtà, anche se la storia locale tende meno a mettere in discussione metodi e obiettivi, la sua pratica presenta alcune specificità che necessitano di essere chiarite. Data la sua limitazione geografica, la storia locale è più qualitativa che quantitativa. Ciò è dovuto in parte alle dimensioni ridotte dell'oggetto, ma anche alla mancanza di qualificazione nell'elaborazione dei dati statistici. Anche la storia locale è più concreta, più vicina alla ricostruzione della vita quotidiana degli anziani di un quartiere o di una città. Pertanto, si evidenzia il divario tra la storia generale e realtà talvolta diverse, come sperimentato nelle regioni.